# Аристотел Онасис
Аристотел Онасис (на гръцки: Αριστοτέλης Ωνάσης) е гръцки бизнесмен, милиардер, корабен магнат, известен като един от най-богатите хора на XX век.

## Биография
Роден е през 1906 г., но някои източници посочват 1900 г. Неговата компания прави бизнес със страни от 5-те континента.
През 1946 г. се жени за Атина Ставру Ливану, от която има 2 деца – Александрос и Христина. Синът умира на 24 години през 1973 г. при самолетна катастрофа, а дъщерята – на 37 години през 1988 г. в Буенос Айрес.
През 1968 г. се жени за Жаклин Бувие, вдовицата на президента Джон Кенеди. Бракът не е много успешен, семейството не прекарва почти никакво време заедно.
Дълги години Аристотел Онасис поддържа любовна връзка с оперната певица Мария Калас.
Единствената останала жива пряка наследничка на Аристотел е неговата внучка Атина.